# Славино
Сла́вино (рос. Славино) — село у складі Новокузнецького району Кемеровської області, Росія. Входить до складу Терсинського сільського поселення.
Стара назва — Славина.

## Населення
Населення — 344 особи (2010; 271 у 2002).
Національний склад (станом на 2002 рік):
- росіяни — 85 %